# Heteroonops singulus
Heteroonops singulus là một loài nhện trong họ Oonopidae.
Loài này thuộc chi Heteroonops. Heteroonops singulus được miêu tả năm 1942 bởi Gertsch & Davis.